# The Capitol Albums, Volume 1
The Capitol Albums, Volume 1 is een boxset van de Britse band The Beatles. De boxset bestaat uit de eerste vier albums die The Beatles via Capitol Records in de Verenigde Staten hebben uitgebracht. Destijds was het de gewoonte om albums van Britse artiesten aan te passen aan de Amerikaanse markt. Op de boxset zijn deze albums voor het eerst in stereo te horen, maar ook de originele monoversie is hierin opgenomen. Hoewel de boxset enkel uit Amerikaanse albums bestaat, werd deze in november 2004 wereldwijd uitgebracht. De boxset behaalde plaats 35 in de Amerikaanse Billboard 200 en kreeg op 17 december 2004 in dit land een gouden en platina status.

## Albums
| # | Album                     | Releasedatum     |
| - | ------------------------- | ---------------- |
| 1 | Meet The Beatles!         | 20 januari 1964  |
| 2 | The Beatles' Second Album | 10 april 1964    |
| 3 | Something New             | 20 juli 1964     |
| 4 | Beatles '65               | 15 december 1964 |

## Promotionele cd
Enkele weken voordat de boxset werd uitgebracht, kregen diverse radiostations en recensenten een promotionele cd toegestuurd. Op deze cd staan acht nummers in zowel stereo (tracks 1-8) als mono (tracks 9-16).

Alle muziek en teksten zijn geschreven door Lennon-McCartney, tenzij anders genoteerd. 
| Nr. | Titel                | Schrijver(s) | Duur |
| --- | -------------------- | ------------ | ---- |
| 1.  | All My Loving        |              |      |
| 2.  | I Wanna Be Your Man  |              |      |
| 3.  | I Call Your Name     |              |      |
| 4.  | Roll Over Beethoven  | Chuck Berry  |      |
| 5.  | Things We Said Today |              |      |
| 6.  | If I Fell            |              |      |
| 7.  | She's a Woman        |              |      |
| 8.  | I'm a Loser          |              |      |